# Erland Johnsen
Erland Johnsen (Moss, 5 aprile 1967) è un allenatore di calcio ed ex calciatore norvegese.
Ha giocato e vinto con le maglie di Bayern Monaco e Chelsea.

## Palmarès

### Giocatore
- Norgesmesterskapet: 1

Moss: 1983
- Campionato norvegese: 3

Moss: 1987
Rosenborg: 1997, 1998
- Campionato tedesco: 1

Bayern Monaco: 1988-1989
- Full Members Cup: 1

Chelsea: 1989-1990
- Coppa d'Inghilterra: 1

Chelsea: 1996-1997

### Allenatore
- 2. divisjon: 1

Follo: 2004 (gruppo 2)